# Newcastleton
Newcastleton (engelska: Copshaw Holm) är en ort i Storbritannien.   Den ligger i kommunen Scottish Borders och riksdelen Skottland, i den centrala delen av landet, 400 km norr om huvudstaden London. Newcastleton ligger 100 meter över havet och antalet invånare är 751.
Terrängen runt Newcastleton är kuperad åt nordväst, men åt sydost är den platt. Newcastleton ligger nere i en dal. Runt Newcastleton är det ganska tätbefolkat, med 90 invånare per kvadratkilometer. Närmaste större samhälle är Langholm, 12,2 km väster om Newcastleton. I omgivningarna runt Newcastleton växer i huvudsak blandskog.